# النا موروزوا
النا موروزوا (روسی: Елена Игоревна Морозова؛ زادهٔ ۱۵ مارس ۱۹۸۷) بازیکن فوتبال اهل روسیه است.

وی همچنین در تیم‌های ملی فوتبال زنان روسیه بازی کرده‌است.